# Antonio Escobar Núñez
Antonio Escobar Núñez, né en 1976, est un musicien espagnol qui a remporté des prix en tant que producteur de musique, mixeur, concepteur sonore et compositeur pour de la publicité, du cinéma, de la télévision et de la musique. La musique d'Escobar présente des influences rock, electronica, pop, dance, latines et orchestrales . 

## Biographie

### Contexte
D'origine andalouse, Antonio Escobar est né à Pampelune, en Navarre et a grandi à Málaga. Il commence sa carrière à la fin des années 1990 comme producteur de disques pour la chanteuse Manzanita et en 1998 il forme le groupe indépendant espagnol Maydrïm. 

### Productions
Escobar a été l'un des premiers producteurs de musique en Espagne à fusionner le rock, l' électronique et l' orchestre à la fin des années 1990 et il a été très connecté avec les dernières tendances de la musique. 
Il a composé, produit et arrangé une série d' artistes et de groupes de musique tels que John Legend (A Place Called World), Zara Larsson (Invisible), Dan Croll, Manzanita, Vanesa Martín, Carlos Baute, OBK, Anni B Seet, Carles Benavent, Carlos Tarque ( M-Clan ), Dani Reus et The Gospel Factory, De Pedro, Dr Kucho!, Garrett Wall, José Ortega, La Mari ( Chambao ), Salvador Beltrán, Lolita Flores, Lonely Joe   (alias « Alan May »), Lucas, Luis Ramiro, Marwan, Vanexxa et Zahara. Il a également produit la chanteuse suédoise Carita Boronska  et le guitariste brésilien Gladston Galliza. Il a travaillé avec de nombreuses sociétés de musique importantes, notamment Columbia, EMI, Sony Music, Warner Music, Vale Music, Subterfuge, El Diablo, Lunar et Weekend. 

### Récompenses
Escobar a remporté plusieurs prix de l' industrie musicale et cinématographique (dont un Goya) pour ses contributions aux arts sonores et visuels.  Il s'agit notamment d'un prix d'or de la meilleure musique au Festival du film de New York en 2003 et du prix du meilleur son de l'APPE (Asociación de Productoras Publicitarias Españolas) en 2004 (les deux prix étaient pour une publicité Coca-Cola, « Musical »). 
Escobar fut également invité à donner des conférences à l'Université de Séville et à des événements de l'industrie musicale, tels que Tenerife Lan Party (Fête Lan de Tenerife).

## Récompenses, prix, nominations

### Cinéma et télévision
- 2009 Meilleure bande originale, «Miente», III Festival Digital El Sector, Espagne
- 2008 Meilleure bande originale (Roel Mejor Música), «Miente», 21e Festival Medina del Campo, Espagne
- 2008 Meilleure bande originale, «Miente», III Corto Festival «Dunas» de Cine y Video, Espagne
- 2006 Argent, RTVE «Comunícate», New York Film Festival, États-Unis
- 2005 Meilleure musique, «Buenos Compañeros», X Festival UEM Cortometrajes, Espagne

### Musique
- 2007 Meilleure chanson, Maydrïm «Lighthouse», II Concours de musique électronique Caja España, Espagne
- 2003 Meilleur thème Trip Hop, Maydrïm "Inside", Hispasonic, Espagne
- 2001 Meilleure chanson, Maydrïm «Drink My Eyes», International Shock Millennium, Espagne
- 2000 Best Band, Maydrïm, Muestra de Música Joven Ciudad de Málaga, Espagne

### Publicité (collectif)
- 2006 Or, Metro de Madrid «Transparente», New York Film Festival, États-Unis
- 2005 Sol De Plata, Metro de Madrid «Transparente», El Sol 2005 (San Sebastián), Espagne
- 2005 Sol De Bronce, Cowboy «Dodot Etapas», El Sol 2005 (San Sebastián), Espagne
- 2005 Meilleure publicité, Coca-Cola “Del Pita”, Premios “El Chupete”, Espagne
- 2005 Meilleur programme de marketing intégré, Coca-Cola «Del Pita», Marketing Excellence Awards (TCCC), Royaume-Uni
- 2005 Or, Coca-Cola «Del Pita», «Premios AMPE 2005, Espagne
- 2005 Bronze, Coca-Cola «Del Pita», New York Film Festival, États-Unis
- 2004 Or, Coca-Cola “Del Pita”, Premios APPE (Asociación de Productoras Publicitarias Españolas), Espagne
- 2004 Finaliste, Coca-Cola «Musical», Premios El Sol B, Espagne
- 2004 Finaliste, Coca-Cola «Musical», Cannes Lions, France
- 2004 Finaliste, Coca-Cola «Musical», London International Awards, Royaume-Uni
- 2003 Finaliste, Coca-Cola “Musical”, Premios Zapping, Espagne
- 2003 Meilleure publicité, Coca-Cola «Musical», TP de Oro, Espagne

## Musique publicitaire

### Marques internationales
Audi, Banco Bilbao Vizcaya Argentaria, BMW, Bongrain SA, Carlsberg, Carrefour, Coca-Cola, Ford, Girlguiding UK, IBM, IKEA, Illva Saronno, Movistar, Nestlé, Orange, Pepsi, Peugeot, Procter & Gamble, Renault, Sammontana, Santander, Sony PlayStation, Ssang Yong, Sunny Delight, Telefónica, Turismo España, Turismo Madrid, Visa

### Marques espagnoles
Asociación Nacional para el desarrollo de la Salud en la Mujer, Adif, Aena, Amena, Antena Tres, Aviva, Barceló, Caballero,  Caja Madrid, Canal Plus, Castilla La Mancha, Cerveza Mixta, Comité Olímpico Español, Comunidad de Madrid, Cuatro, El Corte Inglés, Endesa, Ferrovial, Flex, Fuerzas Armadas de España, Fundación Irene Megías, Hipotecas. Com, Jazztel, Kalise, Larios laSexta, Metro Madrid, Ministerio de Trabajo e Inmigración de España, MultiÓpticas, Once, Mútua Madrileña, Orlando, Páginas Amarillas, Real Club Celta de Vigo, RTVE, Santa Lucía, Telecinco, Televisión Española, Tesoro Público 

## Musique de film

### Co-compositions
- 2018 "Serás hombre", Réalisateur : Isabel de Ocampo
- 2017 "Toc Toc", Réalisateur : Vicente Villanueva, Lazona
- 2011 "Evelyn", Réalisateur : Isabel de Ocampo, La Voz Que Yo Amo.
- 2011 “Looking For Eimish” (Buscando an Eimish), Réalisateur : Ana Rodriguez, Jana Films.
- 2011 «Impávido», Réalisateur : Carlos Therón, Enigma Films.
- 2010 «Le vampire dans le trou», Réalisateur : Sonia Escolano & Sadrac González, LaSoga / Lukantum.
- 2006 «La Máquina De Bailar», Réalisateur : Óscar de Aibar, Amiguetes Entertainment / Ensueño Films / Chapuzas Audiovisuales.

### Short de cinéma (obsolète)
- 2010 "The Recipient", Réalisateur : Javier Bermúdez, Fanatico Films.
- 2009 «Terapia», Réalisateur : Nuria Verde (Nommé aux Premios Goya du meilleur court métrage de fiction 2010).
- 2009 "Sea Bed", Réalisateur : Laura M. Campos, Antipop Films.
- 2008 «Madrid 2016», Comunidad de Madrid.
- 2008 «¡Al Cielo Con Ella!» , Directeur : Nicolás Pacheco, La Tapia Producciones / Secuencia Imagen y Comunicación.
- 2008 «Estrella», Réalisateur : Belén Herrera de la Osa.
- 2008 «Miente», Produccíones Líquídas, Réalisateur : Isabel de Ocampo, Mandil.
- 2007 «Impávido», Mandríl, avec Marta Torné, Réalisateur : Carlos Therón, Producciones Líquidas.
- 2007 "Never Ending", Réalisateur : Laura M. Campos, Antipop Films.
- 2005 "Good Partners" (Buenos compañeros), Réalisateur : Miguel de Priego.
- 2005 «Mrs Eriksson In Spain» (La señora Eriksson en España) (Mixage Audio), Réalisateur : Carita Boronska, Tonetailor Productions.

### Télévision / Émissions de télévision
- 2011 "Háztelo Mirar", série télévisée, Réalisateurs: Víctor Martín León et David Velduque, Antena 3 Neox.
- 2010 "Desalmados", série télévisée (en ligne), Réalisateur : Víctor Martín León, Antena 3.
- 2009 "18RDC (Ritmo De la Calle)", Videomedia, série télévisée, Producteurs exécutifs: Cristina Castilla & Eva Sánchez, Antena 3.
- 2003 "Communiquer", campagne TV, RTVE

## Enregistrements

### Les albums
- 2011 Nieva "Sed Del Mar" (en attente)
- 2010 Niño Raro «Treinta y Tres»
- 2009 Maydrïm «Makeyourself Again»
- 2009 Lucas "Palo Al Agua" (EMI España)
- 2008 Lonely Joe «Un Toque De Lonely» (Subterfuge Records)
- 2006 Vanexxa «Se Rompe O Se Raja» (Subterfuge Records)
- 2005 Lonely Joe «Songs From The Low Side» (Subterfuge Records)
- 2004 Gladston Galliza «Tocca Essa Bola» (Carlsberg)
- 2003 Lonely Joe «Dark Ghost Of Shame» (Junk Records)
- 2001 Maydrïm "#Interactive"
- 2001 José Ortega "La Rosa De Tu Piel"

### Singles
- 2011 Maydrïm avec Sara Montgomery-Campbell "Never Ending" (en attente)
- 2010 Maydrïm avec Sara Montgomery-Campbell "Something" (Pop Up Música)
- 2008 Lucas "Éste Corazón" (EMI España)
- 2006 Cycle "Mécanique"
- 2005 mars "A Que No Me Callo" (EMI España)
- 2005 Maydrïm avec Monica Castell "Killing Moon" (Lunar Records)
- 2005 Maydrïm avec Carita Boronska "Shakespeare's Sister" (El Diablo)
- 2005 Nómadas "Creer En Mí" (Vale Music)

### Remix
- 2010 Compulsion "Monsters" (Maydrïm Remix)
- 2009 Munich 72 "Cuando Dices Que No" (Maydrïm Remix)
- 2006 In Strict Confidence "Promised Land" (Maydrïm Remix) sur In Strict Confidence "The Serpent's Kiss" (Minuswelt Musikfabrik) [2]
- 2000 Digital 21 "Anymore" (Maydrïm Remix)
- 1997 In The Dark "Number One" (Maydrïm Remix)

### Chansons
- 2008 Luis Ramiro "Estrella" sur la bande originale du film "Estrella"
- 2008 Marwan «El Próximo Verano» sur l'album de Marwan «Trapecista»
- 2005 Maydrïm avec Monica Castell "Killing Moon" sur Various Artistes "Play the Game: Tributo a Echo and the Bunnymen" (Lunar Records)
- 2005 Maydrïm avec Carita Boronska "Shakespeare's Sister" sur Various Artists "Una luz que nunca se apagará: Tributo a The Smiths" (El Diablo)

### Enregistrements en studio
- 2011 Album Amaral «Hacia Lo Salvaje» (Antártida)
- 2010 La Mari (Chambao) sur l'album Niño Raro «Treinta y Tres»
- 2009 OBK "Tal Vez" [Version Antipop]
- 2009 Zahara sur l'album de Lucas "Palo Al Agua" (EMI España)
- 2005 Danny Reus & The Gospel Factory sur l'album de Lonely Joe «Songs From The Low Side» (Subterfuge Records)
- 2002-4 Carita Boronska, campagnes publicitaires
- 2001 Naymi, premier album (Sony Music Media)
- 2001 Carles Benavent sur l'album de José Ortega "La Rosa De Tu Piel"

## Voir également
- Industrie musicale
- Rock Español